# 下剋上カラオケサバイバル
下剋上カラオケサバイバル（げこくじょうからおけさばいばる）は、2013年11月22日にテレビ朝日系列で放送されたカラオケ番組（音楽番組）。

## 概要
『関ジャニの仕分け∞』のカラオケ仕分けで、まず歌手側が歌い、精密採点DXで得点を算出する。続いて挑戦者が歌い、歌手側より得点が上回ったら突破となり、次のステージへ進める。逆に得点が下回った場合は脱落。
最終的に女王のMay J.を突破すれば賞金100万円を獲得できる。

## 放送時間
- 金曜日 19:00 - 21:48（JST）
  - テレビ朝日、東日本放送では18:53 - 19:00にこのあと枠も別途放送。
  - ABC朝日放送、北陸朝日放送は19:04飛び乗り。

## 主な出演者

### MC
- 村上信五（関ジャニ∞）
- 林美沙希（テレビ朝日アナウンサー）

### 歌手
- 相川七瀬
- 麻倉未稀
- 大川栄策
- 小野正利
- 葛城ユキ
- 辛島美登里
- 中沢けんじ（H2O）
- May J.

### 挑戦者
- 尾身美詞
- 叶美香
- 篠崎愛
- 清水良太郎
- 徳永ゆうき
- HIMEKA
- 増田有華
- 渡辺江里子（阿佐ヶ谷姉妹）

### 立会人
- 天野ひろゆき（キャイ〜ン）
- 磯野貴理子
- 大久保佳代子（オアシズ）
- misono
- LiLiCo

### ナレーション
- 鮎貝健

## 主なスタッフ
- 企画：奥川晃弘
- 構成：樅野太紀、楠田信行、前原卓磨
- TM：大島秀一
- TD：平間隆啓
- カメラ：住田清志
- 映像：東那美
- 音声：清水美都子
- 照明：吉原由樹（KYORITZ）
- ロケ技術：纐纈晃浩・七澤甲（tsp）
- 美術：金澤弘道
- デザイン：近藤千春
- 美術進行：遠藤ゆか・小笠原吾郎（テレビ朝日クリエイト）
- 大道具：西村訓
- 電飾／システム：塚原聡
- モニター：安藤洋一
- 小道具：西原枝里
- 特効：釜田智志
- CGディレクション：小林宏嗣
- CGデザイン：南治樹、高井梓
- スタイリスト：和田ユキヨ
- EED：藤野誠一（IMAGICA）
- MA：阿部哲也（IMAGICA）
- 音効：北澤亨
- TK：多田羅英子
- 編成：西勇哉、山本文隆
- 宣伝：吉原智美
- CBC：宮本博行
- デスク：萩原わかな
- 協力：第一興商、東京オフラインセンター
- 事務所協力：ジャニーズ事務所
- 制作協力：トップシーン、クリーク・アンド・リバー社、東通企画、MTG、レスポ、メディア・バスターズ
- 制作スタッフ：沼田真明、楠雄資、酒井逸平、野津彩乃、平岩健太、浅原勇樹、澤野友美、森下大輔、後藤達哉、北井美也子、玉山祐介、飯山絵梨
- AP：出口暢子、近藤尚、山田裕司、杉原亮一
- ディレクター：秋永真吾、植田弘樹、玉田大輔、馬場一路、中野誠、川瀬貴裕、井上洋平、次郎垣内保、芦田太郎、河村啓司
- プロデューサー：山内智未、上條昌樹（トップシーン）
- ゼネラルプロデューサー：粟井淳
- 制作著作：テレビ朝日